# Les Coupeurs de bois
Pour plus de détails, voir Fiche technique et Distribution.
Les Coupeurs de bois (Nhung nguoi tho xe) est un film vietnamien réalisé par Vuong Duc, sorti en 1999.

## Synopsis
Buong ouvre un restaurant dont la spécialité est le chien rôti. Mais les villageois découvrent qu'il vole leurs chiens et les tue et décident de brûler le restaurant. Buong décide alors de devenir bûcheron et embarque avec lui d'autres membres de sa famille.

## Fiche technique
- Titre : Les Coupeurs de bois
- Titre original : Nhung nguoi tho xe
- Réalisation : Vuong Duc
- Scénario : Huy Thiep Nguyen et Trang Son
- Musique : Hong Quan Do
- Photographie : Quoc Tuan Vu
- Montage : Quoc Tuan Vu
- Production : Thuong Dich Tran
- Société de production : Vietnam Feature Film Studio
- Pays :  Viêt Nam
- Genre : Drame
- Durée : 85 minutes
- Dates de sortie : 
  -  France : 11 octobre 1999

## Distribution
- Thu Hà
- Long Le Vu
- Bich Ngoc
- Tri Quoc
- Trung Quoc
- Tam Thanh
- Dinh Than Vu

## Accueil
Jean-Michel Frodon pour Le Monde évoque « un choix très sûr dans la composition de ses plans ». Gérard Lefort pour Libération qualifie le film de « satire débraillée du postcommunisme ».